# Borrowed time 2000
Borrowed time 2000 is het derde studioalbum van Surface 10, de bandnaam waaronder Dean de Benedictis zijn muziek uitbrengt. Het album is net als zijn voorganger een verzameling gerecyclede studio-opnamen van Surface 10, doch nu uit de periode 1993-1999. De muziek was eigenlijk bestemd voor zijn debuutalbum Surface 10. De muziek omsluit bijna alle stromingen binnen de elektronische muziek, maar klinkt rustiger dan in het vorige album. Het album bevatte tevens een gedicht van de componist, dat verwijst naar het 3e Millennium en de Millenniumkwestie. In 2004 werd het album opnieuw uitgegeven.
In Where we swam is de stem van Richard de Benedictis gesampled (vader van Dean); het album is opgedragen aan Ruth Walton, oma van Dean en choreograaf binnen de jazzmuziek.

## Musici
- Dean de Benedictis – synthesizers, elektronica, computers

## Muziek
| Nr. | Titel                                         | Duur  |
| --- | --------------------------------------------- | ----- |
| 1.  | Welcome to the fading                         | 10:01 |
| 2.  | And so these sounds triggered the dream again | 8:14  |
| 3.  | 137 found (Elandra)                           | 7:12  |
| 4.  | The preternatural heart                       | 7:57  |
| 5.  | Sources                                       | 8:20  |
| 6.  | Template ocean                                | 5:26  |
| 7.  | Ion strays                                    | 9:26  |
| 8.  | When you ... find the time                    | 4:52  |
| 9.  | Where we swam                                 | 7:24  |
| 10. | On that day, forever                          | 6:45  |